# Stephen Clarke

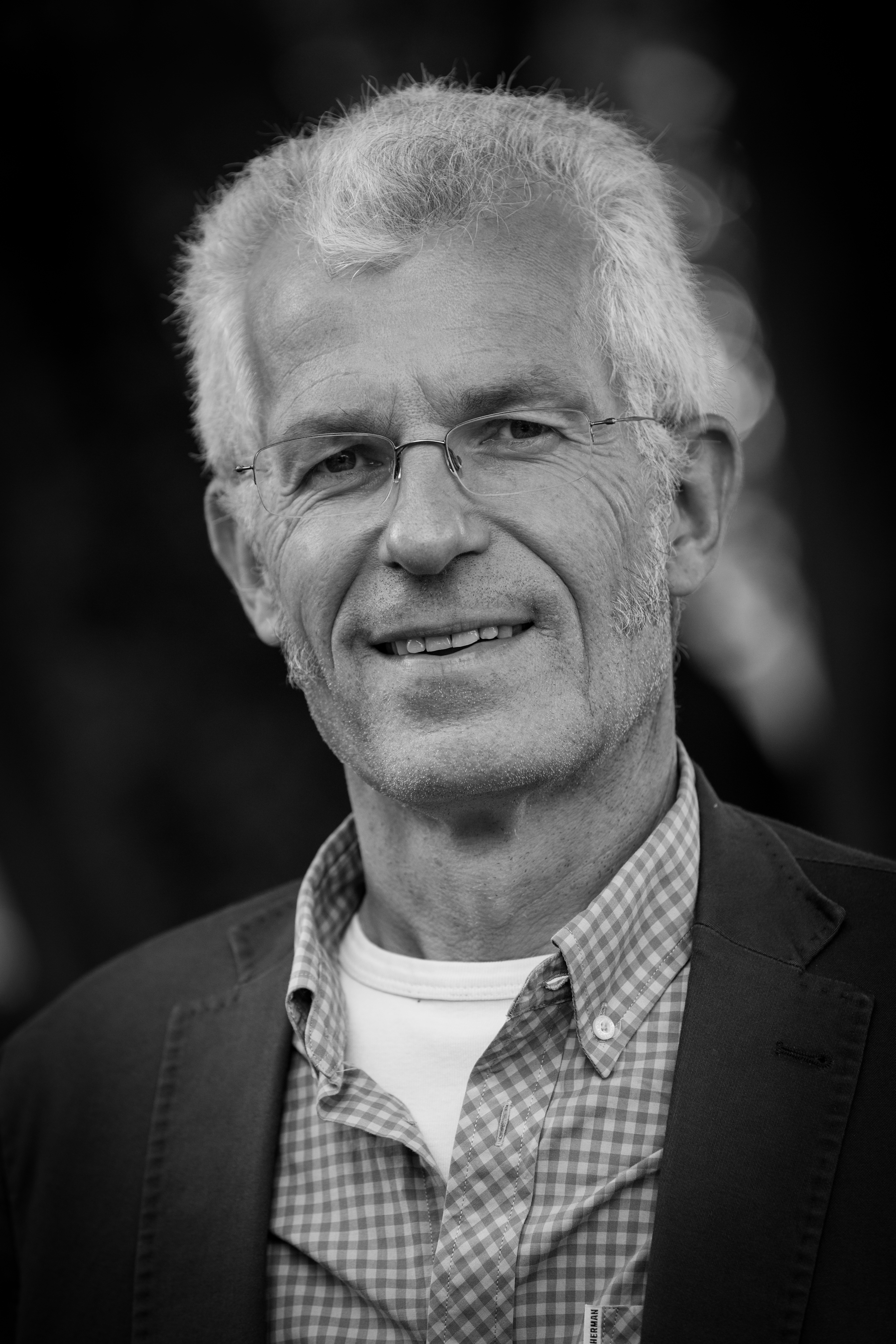
Stephen Clarke (2014)

Stephen Clarke (* 15. Oktober 1958) ist ein britischer Autor.
Vor seiner Tätigkeit als Schriftsteller arbeitete Clarke unter anderem als Gagschreiber für BBC Radio 4 und als Texter für den Comiczeichner Gilbert Shelton. Anfang der 1990er Jahre zog er nach Paris.
Im Jahr 2004 veröffentlichte er den Roman A Year in the Merde, der in Deutschland unter dem Titel Ein Engländer in Paris erschien. Das Buch, das die Eigenarten der Franzosen mit britischen Charme aufs Korn nimmt, erwies sich als großer Erfolg und wurde bis heute in 17 Sprachen übersetzt. Clarke hatte das Manuskript ursprünglich 200 Mal für Bekannte und Freunde ausgedruckt, bis es einem interessierten Verlagsmitarbeiter in die Hände fiel. Clarke steht mit der Thematik seiner Bücher in der Nachfolge des ähnlich erfolgreichen Pierre Daninos, dem Autor von Major Thompson entdeckt die Franzosen. 
Im Jahr 2005 folgte der Bestseller Merde Actually (dt. Ich bin ein Pariser), das in Clarkes Heimat England Harry Potter von Platz 1 der Bestsellerliste verdrängte und die Geschichte von A Year in the Merde fortführte. 2007 folgte mit Merde happens die dritte Fortsetzung rund um den Protagonisten Paul West, die gemeinsam mit Talk to the Snail (dt. Überleben unter Franzosen) 2008 ins Deutsche übersetzt wurde. 2010 folgte der vierte Band der Merde-Reihe sowie das humoristische Geschichtsbuch Liberté, Egalité, Fritten zum Tee: Warum die Engländer Frankreich erfunden haben („1000 Years Of Annoying The French“).

## Werke (Auswahl)
- Ein Engländer in Paris. Mein Jahr mit den Franzosen („A Year in the Merde“). Piper, München 2008, ISBN 978-3-492-26274-3, 315 S.
- Ich bin ein Pariser. Ein Engländer entdeckt Frankreich („Merde Actually“). Piper, München 2006, ISBN 978-3-492-25092-4.
- Überleben unter Franzosen. Ein Schnellkurs in 10 Lektionen („Talk to the Snail“). Piper, München 2009, ISBN 978-3-492-25399-4.
- Merde happens. Ein Engländer aus Paris entdeckt Amerika („Merde happens“). Piper, München 2010, ISBN 978-3-492-25749-7.
- Ein Engländer in Paris und die Liebe („A Year in the Merde“). Piper, München 2008, ISBN 978-3-492-26274-3, 93 S. (Ausz. aus Ein Engländer in Paris).
- Ein Engländer in Saint-Tropez. Mein Abenteuer am Mittelmeer („Dial M for Merde“). Piper, München 2010, ISBN 978-3-492-25893-7.
- Liberté, Egalité, Fritten zum Tee: Warum die Engländer Frankreich erfunden haben („1000 Years Of Annoying The French“). Piper, München 2011, ISBN 978-3-492-26479-2.
- Eine kurze Geschichte der Zukunft („A Brief History of the Future“). Piper, München 2011, ISBN 978-3-492-25959-0.
- Gebrauchsanweisung für Paris („Paris Revealed. The Secret Life of a City“). Piper, München 2011, ISBN 978-3-492-27597-2.